# Campo Grande
Campo Grande este un oraș în statul Mato Grosso do Sul din Brazilia cu o populație de 800.000 de locuitori (2007).

## Personalități născute aici
- Nelson Trad (n. 1961), medic, om politic;
- Marquinhos Trad (n. 1964), avocat, om politic;
- Luís Antônio Corrêa da Costa (cunoscut ca Müller, n. 1966), fotbalist;
- Fábio Trad (n. 1969), avocat, om politic;
- Tatiana Trad (n. 1976), avocat;
- Luan Rodrigues (n. 1996), fotbalist;
- Pietro Bryan Nabhan (n. 2008), devenit celebru pentru corespondența cu Familia Regală Britanică.